# Acrocercops hexachorda
Acrocercops hexachorda là một loài bướm đêm thuộc họ Gracillariidae. Nó được tìm thấy ở Karnataka, Ấn Độ. Nó được miêu tả bởi Edward Meyrick năm 1914.